# Cylindromyia completa
Cylindromyia completa là một loài ruồi trong họ Tachinidae.